# Toplitz
Die Toplitz (auch Toplitzbach) ist ein Fluss im steirischen Salzkammergut in Österreich.

## Verlauf
Die Toplitz beginnt am westlichen Ende des Toplitzsees als dessen einziger Abfluss. Ihr Weg führt durch ein bewaldetes Tal vorbei an der Ortschaft Gößl. Nach 1,6 Kilometern mündet sie in den Grundlsee. Sie bildet nach dem kurzen Traun-Ursprung am Kammersee das zweite Teilstück des Flussverlaufs, der dann als Grundlseer Traun den Grundlsee verlässt.

## Renaturierung
Seit dem 16. Jahrhundert ist das Brennholz für die Salinen-Werke in Bad Aussee aus dem Toplitzseegebiet über die Toplitz befördert und dabei ihr Lauf immer mehr verändert worden. Die Ausbauten und Begradigungen wurden nach dem Zweiten Weltkrieg nochmals intensiviert. Das zerstörte Fischlaichplätze und erhöhte die Hochwassergefahr.
In den Jahren 2003 und 2004 wurde die Toplitz wieder renaturiert. Durch wasserbautechnische Maßnahmen, darunter auch das Einbringen von Steinen, Wurzel- und Baumstämmen, wurde erreicht, dass sich der Bach wieder von selbst sein ursprüngliches Bett suchte. Die Klause am Auslauf des Toplitzsees wurde durch Vorbau einer Rampe für Fische passierbar gemacht.
Dadurch konnte das ungehinderte Passieren der Fische und damit der genetische Austausch zwischen beiden Seen wieder erreicht werden. Der Fluss ist auch wieder ein wichtiges natürliches Aufzuchtgewässer für die heimischen Fische wie Forelle, Seeforelle und Aitel. Auch der Steinkrebs konnte wieder angesiedelt werden. Die Hochwassergefahr wurde reduziert.
Im Zuge der steirischen Landesausstellung „Narren und Visionäre“ im Jahre 2005 wurde am Ufer der Toplitz ein Weg eingerichtet, der Toplitzparcours, der von Richard Kriesche künstlerisch gestaltet wurde und in acht Stationen dem Besucher eine Verbindung von Natur und Kunst in eindrucksvoller Weise vermittelte.